# Telèfon mòbil
El telèfon mòbil és un dispositiu electrònic amb ràdio de curt abast usat per a comunicacions mòbils de veu i dades. Funciona sobre una xarxa d'estacions de base especialitzades i distribuïda pel territori, conegudes com a «cel·les». A més de la funció de veu estàndard d'un telèfon, els mòbils actuals poden suportar molts serveis addicionals, com els SMS per a missatges de text, correu electrònic, commutació de paquets per a l'accés a Internet, jocs, bluetooth, infrarojos (IRDA), càmera amb gravador de vídeo i MMS per enviar missatges amb fotos i vídeo. La majoria dels telèfons mòbils es connecten a una xarxa d'estacions de base (cel·les), que al seu temps estan interconnectades amb la xarxa telefònica commutada (amb l'excepció de telèfons mòbils per satèl·lit).
El concepte d'una xarxa de ràdio cel·lular es va inventar l'any 1947 als Laboratoris Bell. L'any 1957, l'enginyer soviètic Leonid Kuprianóvitx creà el primer telèfon mòbil experimental i es desenvolupà el primer sistema de telefonia mòbil a la Unió Soviètica, usat, inicialment, per metges, serveis d'emergència i hospitals, i posteriorment de forma general. Fins a l'any 1983 no es van fabricar els primers equips als Estats Units. La ràdio cel·lular consisteix en una tècnica que ofereix telefonia mòbil en utilitzar un espectre electromagnètic.

## Funcionament
L'ús de la paraula cel·lular per a la telefonia mòbil deriva de les estacions base, que enllacen, via ràdio, els telèfons mòbils amb els controladors d'estacions base, estan disposades en forma de malla, formant cèl·lules o cel·les (com un rusc d'abelles). D'aquesta manera, cada estació base està situada en un nus d'aquestes cel·les i hi té assignada un grup de freqüències de transmissió i recepció pròpies. Atès que el nombre de freqüències és limitat, amb aquesta disposició es pot reutilitzar les mateixes freqüències en altres cel·les (sempre que no sigui adjacents) per tal d'evitar interferències entre elles.
Tot i que ambdues formes (mòbil i cel·lular) són correctes, és més apropiat anomenar-los cel·lulars que no pas mòbils, ja que un telèfon sense fils també és mòbil en el sentit estricte de la paraula: es pot moure. En canvi, la paraula cel·lular defineix clarament el tipus de tecnologia. Tot i així, el terme telèfon mòbil és el que s'utilitza habitualment.
Bàsicament existeixen dos tipus de xarxes de telefonia mòbil, l'analògica i la digital.
La xarxa de telefonia mòbil analògica (TMA), com el seu nom indica, realitza la comunicació mitjançant senyals de veu analògiques, tant en el tram radioelèctric com en el terrestre. En la seva primera versió va funcionar en la banda radioelèctrica dels 450 MHz, treballant posteriorment en la banda dels 900 MHz. A Espanya la xarxa de telefonia mòbil analògica va ser desconnectada a partir del 31 de desembre de 2003.
La xarxa de telefonia mòbil digital, on la comunicació es realitza mitjançant senyals digitals, permet optimitzar tant l'aprofitament de les bandes de radiofreqüència com la qualitat de transmissió. El seu exponent més significatiu en l'àmbit públic és l'estàndard GSM (telefonia de segona generació) i l'anomenada tercera generació, UMTS. Funciona en les bandes de 850/900 i 1800/1900 MHz. El 2004 va arribar als 1000 milions d'usuaris arreu del món. Hi ha un altre estàndard digital, present a Amèrica i Àsia, denominat CDMA. En l'àmbit privat i de serveis d'emergències com policia, bombers i serveis d'ambulàncies s'utilitzen els estàndards Tetrapol i TErrestrial Trunked Ràdio (TETRA) en diferents bandes de freqüència.
Els telèfons mòbils i les xarxes en què operen varien significativament en funció del proveïdor i el país. Tot i així, tots els mòbils es comuniquen mitjançant microones electromagnètiques amb les estacions base, les antenes de les quals estan muntades en torres o edificis.
Els telèfons tenen un transceptor de baixa potència per transmetre i rebre veus i dades des de la cel·la més propera (normalment de 8 a 13 kilòmetres de distància). Quan el telèfon cel·lular s'encén, es registra a la xarxa el seu identificador per tal d'avisar-lo quan arriba una trucada. El telèfon busca constantment el senyal més potent que pot rebre de les estacions al seu voltant. Si l'usuari es desplaça a través de diverses cel·les, el mòbil canviarà automàticament de cel·la per tal de mantenir el senyal i no perdre en cap moment la comunicació.
Les estacions base tenen transmissors de ràdio relativament poc potents (entre 1 i 2 watts) els quals informen constantment als mòbils de la seva existència. El diàleg que mantenen amb els terminals mòbils consisteix en un flux de dades digitals que inclouen àudio digitalitzat (excepte per a les xarxes analògiques comentades anteriorment). La tecnologia que permet aquesta comunicació depèn del sistema que hagi adoptat l'operador de serveis. Habitualment s'utilitza AMPS per a les xarxes analògiques i D-AMPS, CDMA2000, GSM, Servei general de paquets per ràdio (GPRS), EV-DO i UMTS per a les digitals. Cada operador disposa d'una banda de freqüència de ràdio única.

## Història
L'enginyer soviètic Leonid Kuprianóvitx creà el primer telèfon mòbil experimental l'any 1957, i un model que cabia en el palmell de la mà, l'any 1961. L'any 1963 es desenvolupà Altai, el primer sistema de telefonia mòbil, a la Unió Soviètica, arribant a les principals ciutats el 1965, basat en els treballs de Kuprianóvich i de l'Institut de Recerca de Comunicacions de Voronezh iniciats el 1958. Funcionava sobre una xarxa UHF/VHF que permetia als nodes mòbils connectar-se a la xarxa de telefonia. Inicialment fou usat pels equips d'emergència i sanitaris però el seu es va estendre i generalitzar posteriorment.
Martin Cooper va ser pioner en aquesta tecnologia als Estats Units, a ell el consideren com "el pare de la telefonia cel·lular" en introduir el primer radiotelèfon, el 1973, als Estats Units, mentre treballava per a Motorola; però no va ser fins a 1979 quan van aparèixer els primers sistemes comercials a Tòquio, Japó per la companyia NTT. En 1981, els països nòrdics van introduir un sistema cel·lular l'AMPS (Advanced Mobile Phone System).
Als Estats Units, gràcies al fet que l'entitat reguladora d'aquest país va adoptar regles per a la creació d'un servei comercial de telefonia cel·lular, el 1983 es va posar en operació el primer sistema comercial a la ciutat de Chicago.
A partir d'aquí, en diversos països es va veure la telefonia cel·lular com una alternativa a la telefonia convencional sense fil. La tecnologia va tenir gran acceptació, amb el qual al cap de pocs anys d'implantar-se es va començar a saturar el servei. En aquest sentit, va haver-hi la necessitat de desenvolupar i implantar altres formes d'accés múltiple al canal i transformar els sistemes analògics a digitals, amb l'objectiu de donar-li cabuda a més usuaris.
La història de la telefonia mòbil es pot dividir en diverses generacions.

### Primera generació
La 1G de la telefonia mòbil va fer la seva aparició en 1979 i es va caracteritzar per ser analògica i estrictament per a veu. La qualitat entre els terminals era molt baixa, tenien baixa velocitat (2400 bauds). Quant a la transferència entre cel·les, era molt imprecisa, ja que comptaven amb una baixa capacitat i, a més, la seguretat no existia. La tecnologia predominant d'aquesta generació és AMPS (Advanced Mobile Phone System).

### Segona generació
La 2G va arribar fins a 1990 i a diferència de la primera, es va caracteritzar per ser digital. El sistema 2G utilitza protocols de codificació més sofisticats i s'empra en els sistemes de telefonia cel·lular actuals. Les tecnologies predominants són: Sistema global per a comunicacions mòbils (GSM) utilitzat a Europa i PDC (Personal Digital Communications), utilitzat al Japó.
Els protocols emprats en els sistemes 2G suporten velocitats d'informació més altes per veu, però limitats en comunicació de dades. Es poden oferir serveis auxiliars, com dades, fax i SMS (Short Message Service). La majoria dels protocols de 2G ofereixen diferents nivells d'encriptació.

### Generació 2.5
Molts dels proveïdors de serveis de telecomunicacions es mogueren a les xarxes 2.5G abans d'entrar massivament a la 3g (a diferència del Japó). La tecnologia 2.5G és més ràpida que la 2g, i molt més econòmica que actualitzar a 3G. La generació 2.5G ofereix característiques esteses, ja que compta amb més capacitats addicionals que els sistemes 2G, com GPRS (General Packet Ràdio System), etc.

### Tercera generació
La 3G es caracteritza per contenir a la convergència de veu i dades amb accés sense fil a Internet; en altres paraules, està feta per a aplicacions multimèdia i grans amplades de banda. Els protocols emprats en els sistemes 3G suporten altes velocitats d'informació i estan enfocats per a aplicacions més enllà de la veu, com la videoconferència i accés ràpid a Internet.
Amb l'arribada de la 3G i dels últims models de telèfons cel·lulars se'ls està dotant d'una gran capacitat de processament de dades i, per tant, també d'un sistema operatiu complex. Això ha propiciat l'aparició dels denominats telèfons intel·ligents, que són una PDA amb funcions de mòbil.

### Quarta generació
LTE (Long Term Evolution).

## Efectes sobre la salut
Una part de la comunitat científica creu que l'ús de telèfons mòbils representa un risc per a la salut a llarg termini. L'Organització Mundial de la Salut (OMS) l'ha classificat com una exposició amb un possible efecte carcinogènic. L'IARC va publicar un informe el 31 maig 2011, en què classifica la radiació del mòbil com "possiblement carcinogènic en éssers humans". Va ser classificat com a tal després que un equip de científics va revisar els estudis d'avaluació d'experts sobre la seguretat de telèfons mòbils. Un estudi sobre l'ús passat de mòbil citat en l'informe va mostrar un "40% més de risc per als gliomes de més alt grau en grans usuaris (utilització mitjana: 30 minuts per dia durant un període de 10 anys)". Si bé degut a la baixa prevalença d'aquests tumors i a la dificultat de fer un seguiment a llarg termini en estudis controlats aquestes conclusions no són definitives.
Una revisió de casos i controls suec, publicat el 2014, ha trobat una incidència triple de gliomes en el grup de casos (odds ratio = 3,0 amb marges de confiança del 95% = 1,7-5,2).

## La relació entre la tecnologia mòbil i els hàbits socials
No hi ha dubte que els telèfons mòbils han canviat dràsticament la nostra societat. Han afectat en la manera que ens comuniquem, en la manera que treballem i fins i tot en la manera que consumim. Però, han tingut un efecte positiu o negatiu?
És important considerar tant els avantatges com els desavantatges dels dispositius mòbils. En general, els mòbils han fet que la comunicació sigui més accessible per a més gent; pots trucar o escriure immediatament a algú a l’altra punta del món, sempre i que també tinguin un telèfon amb cobertura. Per tant, és interessant que a la vegada els mòbils hagin tingut un efecte tan negatiu en la nostra capacitat de socialitzar. Molta gent ja només envia missatges per comunicar-se, i amb l’ajuda d’abreviacions i emoticones, a poc a poc es perd la capacitat d’escriure missatges llargs i reflexius. A més, amb l’aparició de les xarxes socials i tots els mètodes de “socialitzar” en línia, les interaccions en persona són cada vegada més escasses; això pot afectar la nostra capacitat d’escoltar i interpretar una conversa. A les converses en persona predominen els senyals visuals (el llenguatge corporal), les expressions facials i les gesticulacions, i aquests elements ens ajuden a entendre millor el missatge de l’altra persona i connectar amb més profunditat; quan ens comuniquem a través de la pantalla, perdem informació.
L’ús de la tecnologia mòbil també ha transformat totalment el món laboral. Els telèfons i les aplicacions de comunicació han fet possible treballar des de qualsevol lloc, creant una flexibilitat que, per a molts professionals, ha suposat un gran avantatge. No obstant això, la constant connectivitat ha difuminat la frontera entre el temps laboral i personal. El 28,3% dels espanyols declara que l'ús de les noves tecnologies eleva el seu nivell d'estrès, i la raó principal és la impossibilitat de "desconnectar" i rebre trucades i correus fora de l'horari laboral. La constant connectivitat pot portar a una disminució de la productivitat i a un augment de l'estrès laboral, cosa que afecta la qualitat de vida i benestar emocional. A més, cal destacar que la tecnologia mòbil pot afectar la col·laboració en equips. Tot i que les eines digitals faciliten la comunicació, les interaccions virtuals no sempre tenen la mateixa profunditat que les presencials, cosa que pot limitar la creativitat i la resolució de conflictes dins dels grups de treball.
Un dels aspectes més preocupants de la tecnologia mòbil és la creixent addicció digital. Molts usuaris desenvolupen una dependència gairebé compulsiva dels seus telèfons intel·ligents, especialment de les xarxes socials i les aplicacions (des de Spotify fins a Google Maps). Aquesta dependència es caracteritza per un temps excessiu davant la pantalla, que afecta significativament la productivitat, la salut mental i els patrons de son. També fa que cada vegada menys utilitzem el nostre pensament crític o pensem maneres d’aconseguir alguna cosa sense fer servir el mòbil. Els joves som especialment vulnerables, amb estudis que mostren que alguns arriben a consultar el telèfon més de 5 hores diàries. A més, els telèfons s'han convertit en repositoris de dades personals sensibles (hi emmagatzemem informació personal i laboral), la qual cosa fa que no només estem exposats a múltiples riscos (incloent-hi  robatori de dades, suplantació d'identitat i vulnerabilitats en aplicacions), sinó que siguem dependents del mòbil per fer tràmits, gestions.

## Antenes de telefonia mòbil
Les antenes de telefonia mòbil reben i emeten les trucades dels telèfons mòbils que es troben en el seu radi d'acció, a través de l'emissió d'ones electromagnètiques d'una determinada freqüència. Tot i que no s'ha demostrat pas que l'exposició al camp electromagnètic emès per les antenes de telefonia mòbil causa problemes a la salut; la Comissió Internacional per a la Protecció de les Radiacions No Ionitzants (ICNIRP) ha establert unes directrius internacionals sobre els límits d'exposició de la població a les radiacions emeses per les antenes. Es fixa, com a principi de protecció, que, per a freqüències d'entre 10 i 300 GHz, la densitat de potència podrà ser com a màxim de 61 V/m (10 W/m²); i per a telefonia mòbil en GSM 900 el nivell és de 41 V/m (4,5 W/m²). A Catalunya, aquest principi de precaució estableix la restricció en 27 V/m (4 W/m²).
A Catalunya existeix des de 2005 un sistema per mesurar els nivells de les radiacions emeses per les diferents estacions de base de telefonia escampades pel territori, el Sistema de monitoratge en continu de les emissions de telefonia mòbil (SMRF). El 2018 hi havia més de 300 equips de monitoratge,, instal·lats a 185 municipis.

## Fabricants
Abans de l'any 2010, Nokia era el líder del mercat. No obstant, des de llavors ha emergit la competència a la regió d'Àsia i el Pacífic, de marques com Micromax, Nexian i i-Mobile, que han fet disminuir la quota de mercat de Nokia. Els telèfons intel·ligents amb Android també van guanyar molt de terreny en tota la regió gràcies a Nokia. A l'Índia, la quota de mercat de Nokia es va reduir significativament des de 56 % fins aproximadament el 31 % en el mateix període. La seva participació va ser desplaçada per proveïdors de la Xina i l'Índia de telèfons mòbils de gamma baixa.
En el primer trimestre de 2012, segons Strategy Analytics, Samsung va superar a Nokia en vendes, de 93,5 milions unitats enfront de 82,7 milions d'unitats de Nokia. En 2012 Standard & Poor's va degradar a Nokia a la condició d'estatus "escombraries", en BB+/B, amb perspectiva negativa a causa de l'alta pèrdua i una major disminució esperada a causa de l'insuficient creixement en les vendes de telèfons intel·ligents Lumia per a compensar una ràpida disminució dels ingressos procedents dels telèfons intel·ligents basats en Symbian que es pronostica per als pròxims trimestres.
Al tercer trimestre de 2014, els deu principals fabricants van ser Samsung (20,6 %), Nokia (9,5 %), Apple Inc. (8,4 %), LG (4,2 %), Huawei (3,6 %), TCL Communication (3.5 %), Xiaomi (3,5 %), Lenovo (Motorola) (3,3 %), ZTE (3,0 %) i Micromax (2,2 %).
| Quota de mercat d'entre els 5 fabricants de telèfons mòbils en el món, 2T-2015 | Quota de mercat d'entre els 5 fabricants de telèfons mòbils en el món, 2T-2015 | Quota de mercat d'entre els 5 fabricants de telèfons mòbils en el món, 2T-2015 | Quota de mercat d'entre els 5 fabricants de telèfons mòbils en el món, 2T-2015 |
| Rang                                                                           | Fabricant                                                                      | Informe de Strategy Analytics                                                  |                                                                                |
| ------------------------------------------------------------------------------ | ------------------------------------------------------------------------------ | ------------------------------------------------------------------------------ | ------------------------------------------------------------------------------ |
| 1                                                                              | Samsung                                                                        | 20.5 %                                                                         |                                                                                |
| 2                                                                              | Apple Inc.                                                                     | 10.9 %                                                                         |                                                                                |
| 3                                                                              | Huawei Honor                                                                   | 7.0 %                                                                          |                                                                                |
| 4                                                                              | Microsoft                                                                      | 6.4 %                                                                          |                                                                                |
| 5                                                                              | Xiaomi                                                                         | 4.6 %                                                                          |                                                                                |
|                                                                                | Uns altres                                                                     | 50.6 %                                                                         |                                                                                |

- Nota: Enviaments de proveïdors són enviaments de marca i s'exclouen les vendes OEM per a tots els proveïdors

Altres fabricants fora dels primers cinc llocs inclouen TCL Comunicatión, Lenovo, Sony, Huawei, Honor, Motorola, Samsung i LG. Petits jugadors actuals i passats inclouen Audiovox, BenQ, BlackBerry, Casio, CECT, Celkon, Coolpad, Fujitsu, HTC, Just5, Intex, Karbonn, Kyocera, Lumigon, Micromax Mobile, Mitsubishi Electric, Modu, NEC, Neonode, Openmoko, Panasonic, Palm, Pantech, Philips, Sagem, Sanyo, Sharp, Sierra Wireless, SK Teletech, Trium i Toshiba.